# 徐炟
徐炟，字符禺，南直隶兴化县（今属江苏）人。兴化八大家之一的徐氏重要人物。顺治六年进士。当时两广（广东、广西）初入清之版图，选取能干的官员任职，即授广东督粮参议。当时大兵集结在广东东部，徐炟发明州县更番转运之法，军粮得以筹集，百姓也未大受苦。
升任山东按察使，解决了积压多年的冤案，臬司堂前有松柏久枯，至是复荣，老百姓传说是徐炟断案准确所致。改任山西右布政及贵州左布政。卒于家。